# Ermígio Mendes de Ribadouro
Ermígio Mendes de Ribadouro (Antes de 1142 - Depois de 1209) foi um rico-homem português, da linhagem dos Riba Douro, uma das cinco grandes famílias do Entre-Douro-e-Minho.

## Biografia
Nascido antes de 1142, foi o único filho de D. Mem Moniz de Ribadouro e Meana D. Cristina Gonçalves das Astúrias[a], e o único varão daquele rico-homem. Desta forma seria sobrinho do célebre aio de Afonso Henriques, Egas Moniz, o Aio,e tetraneto do considerado fundador da família, Monio Viegas I de Ribadouro.

### Papel fundiário
Sabe-se que repartiu com a sua meia-irmã, Mor Mendes, a herança paterna, e ficou desta forma com a honra de Santa Eulália, em Cinfães; a quintã de Santa Marinha de Pereira, em Felgueiras, e outros bens em Oldrões (Penafiel) e  Paus (São Martinho de Mouros.

### Na corte
Ermígio surge na corte provavelmente a partir de 1142, ano em que surge com o seu primeiro cargo tenencial, em Godim. Até 1209, ano em que volta a desaparecer da documentação curial, desempenhou ainda papéis governativos em outros locais, nomeadamente Seia Gouveia e Aregos, sendo na qualidade de governador desta última terra que deu carta de foral, em 1178, à vila de Paredes, e ter-se-á encarregado também da povoação da mesma vila. 
A partir de 1209, Ermígio deixa de confirmar documentação curial, o que significa que terá abandonado a corte, e provavelmente faleceu pouco depois.

## Matrimónio e descendência
Ermígio desposou, em data desconhecida, Sancha Pires de Bragança, filha do importante magnate Pedro Fernandes de Bragança, chefe da família dos Bragançãos, e senhor de Bragança. Desta união resultou a seguinte descendênciaː
- Afonso Ermiges de Ribadouro[3]
- Rodrigo Ermiges de Ribadouro[3]
- Monio Ermiges IV de Ribadouro[3]
- Fruilhe Ermiges de Ribadouro[3] (m. depois de 1227), deu foral a Vila Franca de Xira[4]
- Urraca Ermiges de Ribadouro[3] (m.29 de março de 1248), devota do Mosteiro de Santo Tirso[5]